# Ombre (nouvelle)
Pour les articles homonymes, voir Ombre (homonymie).
Ombre (Shadow - A Parable) est une nouvelle d'Edgar Allan Poe publiée pour la première fois en septembre 1835. Cette nouvelle a ensuite été traduite par Charles Baudelaire et publiée en 1857 dans le recueil Nouvelles histoires extraordinaires.

## Résumé
Le récit se déroule dans la Grèce antique, dans la sombre ville fictive de Ptolémaïs, alors que la peste ravage la région, créant un sentiment d'apocalypse. Lors d'une veillée funèbre, sept personnes (dont le narrateur Oinos) se rassemblent pour rendre hommage à un ami décédé, victime de la peste. Malgré leur tristesse, ils boivent du vin de Chios, chantent des poèmes d'Anacréon et rient. Toutefois, une ambiance d'angoisse morbide s'installe et gagne progressivement en intensité jusqu'à se matérialiser dans l'apparition d'une ombre mystérieuse.  